# Barzyna (Namysłów)

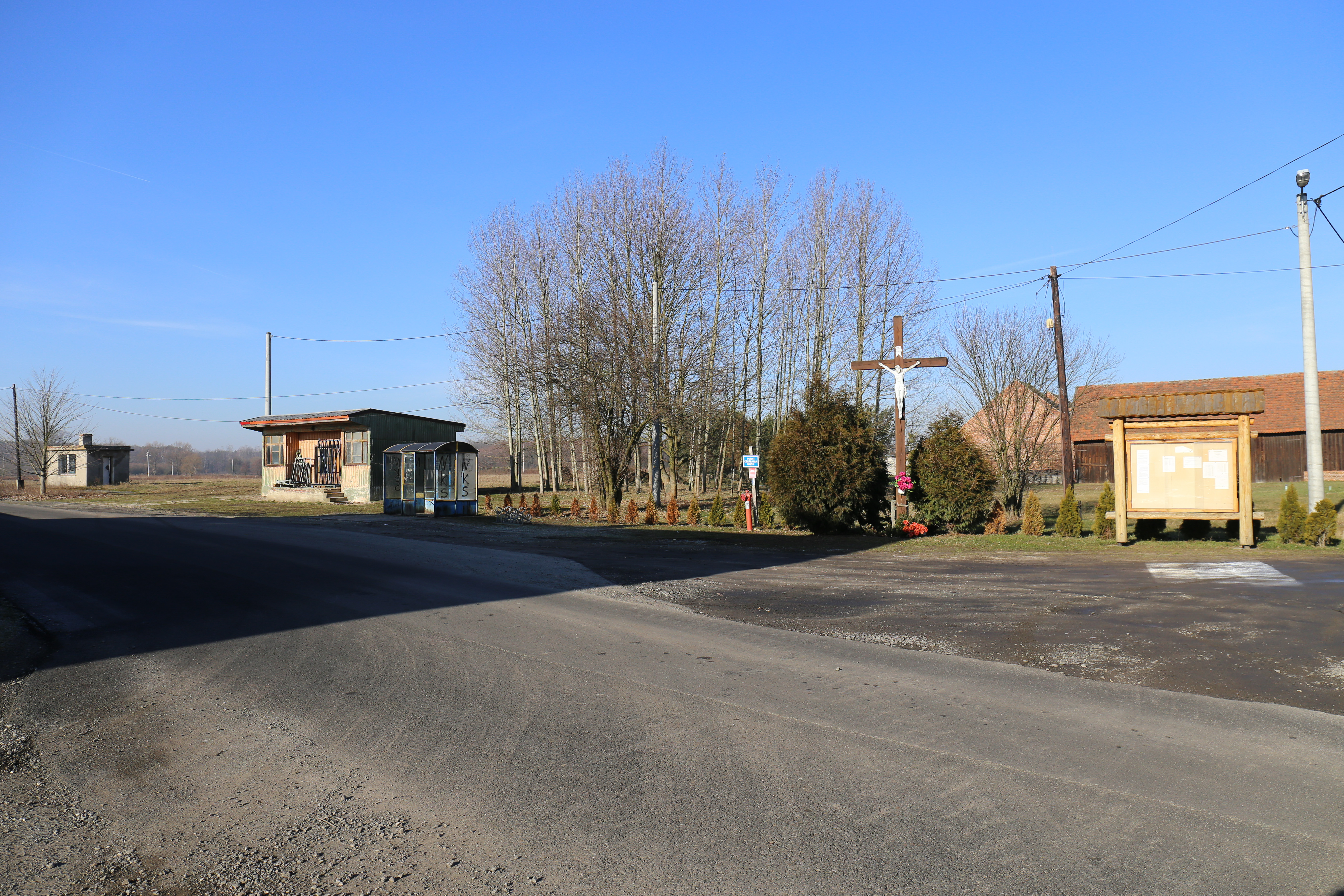
Barzyna

Barzyna (deutsch: Kleinwaltersdorf) ist ein Ort in Landgemeinde Namysłów im Powiat Namysłowski der Woiwodschaft Opole in Polen.
Ortsteil von Barzyna ist der Weiler Borek (Vorwerk Borken).

## Geographie
Das Straßendorf Barzyna liegt zwölf Kilometer südwestlich von Namysłów (Namslau) und 62 Kilometer nordwestlich von Opole (Oppeln) in der Nizina Śląska (Schlesische Tiefebene). Es ist von zahlreichen Waldgebieten umgeben.
Nachbarorte von Barzyna sind im Nordosten Smarchowice Wielkie (Groß Marchwitz), im Südwesten Ligota Książęca (Fürsten-Ellguth) und Mikowice (Lampersdorf) und im Westen Przeczów (Prietzen).

## Geschichte
Nach der Neuorganisation der Provinz Schlesien gehörte das Vorwerk Kleinwaltersdorf, eine Kolonie zur Landgemeinde Prietzen gehörend, ab 1816 zum Landkreis Oels im Regierungsbezirk Breslau. 1874 wurde der Amtsbezirk Prietzen gegründet, welcher die Landgemeinden Nieder Prietzen und Ober Prietzen und den Gutsbezirken Nieder Prietzen und Ober Prietzen sowie das Vorwerk Kleinwaltersdorf umfasste.
Am 2. April 1921 wurde Kleinwaltersdorf aus der Landgemeinde Prietzen herausgelöst und bildete fortan eine eigenständige Landgemeinde im Landkreis Oels. 1933 zählte der Ort 140 sowie 1939 131 Einwohner. Bis 1945 gehörte der Ort zum Landkreis Oels.
Als Folge des Zweiten Weltkriegs kam der Ort 1945 an Polen, wurde in Barzyna umbenannt und der Woiwodschaft Schlesien angeschlossen. Die neu angesiedelten Bewohner waren teilweise Zwangsumgesiedelte aus Ostpolen, das an die Sowjetunion gefallen war. 1950 wurde Barzyna der Woiwodschaft Opole zugeteilt. 1999 wurde es Teil des wiedergegründeten Powiat Namysłowski.